# (2540) Блок
(2540) Блок (лат. Blok) — типичный астероид главного пояса, открыт 13 октября 1971 года советским астрономом Людмилой Черных в Крымской астрофизической обсерватории и 31 мая 1988 года назван в честь поэта Александра Блока.

## Обнаружение и именование
(2540) Блок
Открыт 13 октября 1971 года в Научном Л. И. Черных.
Назван в честь выдающегося русского поэта Александра Александровича Блока (1880—1921).
Оригинальный текст (англ.)2540 Blok
Discovered 1971-10-13 by Chernykh, L. at Nauchnyj.
Named in honor of Aleksandr Aleksandrovich Blok (1880—1921), outstanding Russian poet.
Источники: DISCOVERY.DB; M.P.C. 13172.

## Орбита

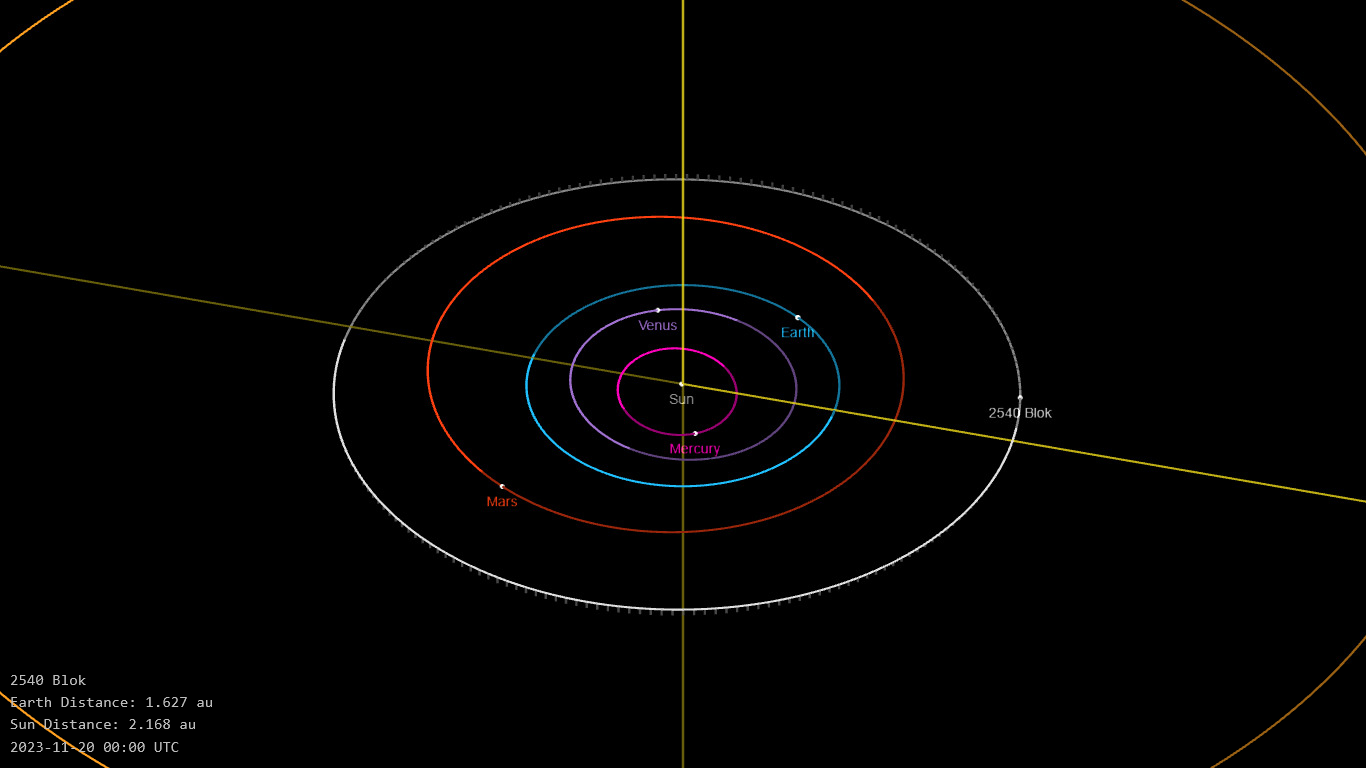
Орбита астероида Блок и его положение в Солнечной системе

## Физические характеристики
Астероид относится к таксономическому классу S.
По результатам наблюдений в видимом и ближнем инфракрасном диапазоне космического телескопа NEOWISE диаметр астероида сначала оценивался равным 6,123±0,092 км, позже — 6,36±0,27 км и 5,671±0,122 км. Согласно тем же источникам альбедо оценивается как 0,3286±0,0525, 0,302±0,033 и 0,389±0,118.